# Roman Duckert
Roman Duckert, né le 12 janvier 2002, est un coureur cycliste allemand.

## Biographie
Roman Duckert pratique le cyclisme depuis son plus jeune âge. En 2011, il prend sa première licence au Frankfurter Rracing Club 90, alors qu'il est âgé de neuf ans. Il poursuit ensuite sa progression au LV Brandenburg. Avec la sélection allemande, il se distingue lors de la saison 2020 en terminant huitième du championnat d'Europe sur route juniors. 
En 2021, il rejoint l'équipe continentale Dauner D&DQ-Akkon. L'année suivante, il termine troisième du classement de la montagne au Tour d'Allemagne, après plusieurs échappées. Il intègre ensuite la formation Storck-Metropol en juin 2023. Sous ses nouvelles couleurs, il finit deuxième du Tour de l'Oder, mais aussi troisième du championnat d'Allemagne dans la catégorie espoirs,. 
Au printemps 2024, il s'impose sur une étape du Tour de Mersin. Il s'agit de son premier succès acquis sur une compétition inscrite au calendrier de l'UCI.

## Palmarès et résultats

### Palmarès par année
- 2020
  - 8e du championnat d'Europe sur route juniors
- 2023
  - 2e du Tour de l'Oder
  - 3e du championnat d'Allemagne sur route espoirs
- 2024
  - 2e étape du Tour de Mersin

### Classements mondiaux
| Année                                 | 2023  | 2024  |
| ------------------------------------- | ----- | ----- |
| Classement mondial                    | 1821e | 2113e |
| UCI Europe Tour                       | 1137e | nc    |
|                                       |       |       |
| Légende : nc = non classéSource : UCI |       |       |